# The Circle (pel·lícula de 1925)
The Circle és una pel·lícula muda estatunidenca dirigida per Frank Borzage, i produïda per la Metro-Goldwyn-Mayer. Els actors principals van ser Eleanor Boardman, Malcolm McGregor, i Alec B. Francis, entre d'altres. Va ser estrenada el 20 de setembre de 1925. Està basada en l'obra de teatre homònima de William Somerset Maugham (1921). És considerada com la primera pel·lícula en que Joan Crawford aparegué amb un rol que no era el d'extra.

## Argument
L'acció se situa a la darrera dècada del segle xix. Lady Catherine abandona el seu marit Lord Cheney i el seu fill Arnold per fugir amb Hugh Portenous. 30 anys després, Elisabeth, la muller d'Arnold, es troba en la mateixa situació que Lady Catherine temps enrere, ja que planeja abandonar el marit i fugir amb Ted Lutton. El seu marit sembla que no faci cabal de les atencions que Lutton té amb ella. En un intent de convèncer-se a si mateixa de restar amb el marit, convida Lady Catherine i Hugh a la seva casa de camp a passar uns dies. Quan però veu el verdader amor que encara es professen Catherine i Hugh canvia d'idea i decideix fugir. El seu marit es disfressa de xofer i condueix la parella a un lloc aïllat, i apallissa Lutton. Arnold i Elizabeth tornen a casa, i ell fa com si no hagués passat res. Ella decideix continuar amb la seva vida de casada.

## Repartiment
- Eleanor Boardman (Elizabeth Cheney)
- Malcolm McGregor (Edward "Teddy" Lutton)
- Alec B. Francis (Lord Clive Cheney)
- Eugenie Besserer (Lady Catherine "Kitty" Cheney)
- George Fawcett (Lord Hugh "Hughie" Porteous)
- Creighton Hale (Arnold Cheney)
- Otto Hoffman (Dorker)
- Eulalie Jensen (Mrs. Alice Shenstone)
- Buddy Smith (Arnold jove)
- Joan Crawford (Lady Catherine de jove)
- Frank Braidwood (Porteous de jove)
- Derek Glynne (Clive Cheney de jove)

## Producció
La filmació de la pel·lícula va començar a mitjans de març de 1925 a Culver City (California). A mitjans d'agost la pel·lícula encara no estava acabada. La pel·lícula es va estrenar el 20 de setembre d'aquell any.
L'actuació d'Eugenie Besserer va ser molt ben considerada però la pel·lícula va tenir una resposta tèbia. Alguns crítics també han considerat que Alec B. Francis va tenir en aquesta pel·lícula un dels seus millors papers. L'estudi va obligar Borzage a canviar el final original de l'obra (Elizabeth fugia amb Ted Lutton) per acontentar la censura. La MGM va filmar una segona versió de l'obra el 1930 amb el títol de Strictly Unconventional.